# Rachel Chinouriri
Rachel Chinouriri, née le 1er novembre 1998, (prononcé /ˌ tʃ ɪ n ə ˈ r iː r i /, CHIN-ə-REE-ree) est une auteure-compositrice-interprète anglaise. Après avoir publié de nombreuses chansons sur SoundCloud, elle commence à publier de la musique sur les principales plateformes de streaming en 2018. Elle sort son premier EP, Mama's Boy, en 2019, acclamé par la critique. L'une des chansons de l'EP, So My Darling, attire l'attention sur TikTok lorsqu'elle devient un audio populaire à utiliser.
Chinouriri signe chez Parlophone, avec qui elle sort son premier mini-album, Four° In Winter, en 2021. Le single Give Me A Reason est nommé pour le prix Ivor Novello de la meilleure chanson contemporaine. Elle sort ensuite son deuxième EP, Better Off Without, en 2022. Elle sort son premier album, What a Devastating Turn of Events, en mai 2024.

## Jeunesse et éducation
Chinouriri est né à l'hôpital de Kingston le 1er novembre 1998. Sa famille déménage ensuite dans le quartier de Forestdale à Croydon, où elle est élevée dès l'âge de trois ans. Sa famille déménage au Royaume-Uni depuis le Zimbabwe peu de temps avant sa naissance, et elle bénéficie d'une « éducation africaine traditionnelle ». Son éducation l'amène à s'intéresser à la culture britannique, en particulier à sa musique, et à l'adolescence, elle est influencée par les discographies de Daughter et Lily Allen. À l'âge de 17 ans, Chinouriri commence à écrire des chansons et à les enregistrer sur un microphone à 20 £, puis à les télécharger sur le site de partage de musique SoundCloud via l'ordinateur portable de sa mère.

## Carrière
Chinouriri commence à publier officiellement divers singles sur les principales plateformes de streaming en 2018, ce qui l'amène à signer chez Parlophone. Sa première sortie avec le label est So My Darling, qu'elle a écrit à 17 ans et sorti en 2018. La chanson est diffusée à la radio lorsqu'elle est sélectionnée comme diffusion spéciale sur BBC Radio 1. Elle est ensuite annoncée comme artiste au festival Field Day en 2019. Chinouriri fait suivre So My Darling avec Adrenaline en avril 2019. Elle joue en tête d'affiche à Londres en juin 2019.
Chinouriri sort son premier EP, Mama's Boy, en août 2019 qui est salué par la critique. Après la sortie, elle sort la chanson Where Do I Go ?, qui, selon elle, est écrite à propos de ses pensées sur l'au-delà. Elle joue au Dot to Dot Festival et au Pitchfork Music Festival cette année-là. La chanson Beautiful Disaster, avec Sam Dotia, sort en juillet 2020. Tom Bibby du magazine Yuck décrit la chanson comme « une représentation honnête et sincère de l'isolement et du calme ressentis dans les heures de minuit, racontée à travers les puissants falsettos de Chinouriri », ajoutant qu'elle s'avère être « une auteure-compositrice-interprète puissante ». Elle sort ensuite plusieurs singles, dont Give Me a Reason, Darker Place et Through the Eye. Ce dernier sert de premier single à son premier mini-album, Four° In Winter, sorti en septembre 2021. Elle sort une édition deluxe plus tard cette année-là, avec l'ajout de trois nouvelles chansons.
En janvier 2022, après la montée en popularité de son single de 2018 So My Darling sur l'application de partage de vidéos TikTok, Chinouriri réédite la chanson sous forme acoustique. Au moment de sa sortie, l'audio compte plus de 40 000 vidéos partagées sur TikTok. En mars 2022, elle sort le single All I Ever Asked qui est choisi comme « disque le plus chaud du monde » de la semaine par Clara Amfo (en) de BBC Radio 1. Chinouriri annonce ensuite son intention de sortir un deuxième EP qui contiendrait la chanson, ainsi qu'une tournée nationale à travers le Royaume-Uni. Cet été-là, elle joue au Great Escape Festival et au Boardmasters Festival, et donne également un concert en première partie de Sam Fender.
Début 2023, Chinouriri est l'une des premières parties de Lewis Capaldi lors de sa tournée et raconte avec humour comment elle a obtenu le poste en lui envoyant un message privé ivre. Elle joue dans de nombreux festivals d'été, notamment le Latitude Festival, le Truck Festival, le Kendal Calling, le Connect Music Festival et le All Points East. Plus tard cette année-là, elle est sélectionnée comme l'une des premières parties de Louis Tomlinson lors de l'étape européenne de sa tournée mondiale Faith in the Future.
En janvier 2024, Chinouriri annonce qu'elle sortira son premier album, What a Devastating Turn of Events (en), le 3 mai,. Quatre singles promotionnels sont publiés dans la préparation du disque : The Hills, Never Need Me, la chanson titre et It Is What It Is. What a Devastating Turn of Events fait ses débuts à la 17e place du UK Albums Chart et à la 5e place du Scottish Albums Chart au cours de la semaine commençant le 10 mai 2024. Également en mai, l'artiste se produit en tant que l'une des têtes d'affiche sur la scène d'introduction du festival Big Weekend de BBC Radio 1 à Luton. En juin, Chinouriri joue sur l'autre scène du festival de Glastonbury 2024, jouant à la fois ses propres chansons et une reprise d'American Boy d'Estelle. En juillet, il est annoncé qu'elle sera la première partie de la tournée britannique et européenne du Short n' Sweet Tour de Sabrina Carpenter.
Le 7 février 2025, Chinouriri sort une nouvelle version de All I Ever Asked, enregistrée en collaboration avec l'auteur-compositeur-interprète américain Sombr.
Le 4 avril 2025, Chinouriri sort un nouvel EP, Little House (en), composé de quatre titres dont le single Can We Talk About Isaac ?. Chinouriri mentionne que l'EP est écrit sur ses « rêves d'avoir peut-être une petite maison avec mon futur partenaire ».

## Talent artistique
Chinouriri grandit en écoutant de la musique indie, des groupes de pop féminins tels que Girls Aloud, The Saturdays et les Sugababes ; des groupes a cappella africains ; des groupes de Britpop comme Oasis, Blur et The Libertines ; ainsi que des groupes comme VV Brown et Noisettes. Elle cite Daughter et Ladysmith Black Mambazo parmi ses principales influences, tandis que Coldplay est son groupe préféré. Elle exprime également une admiration pour Sampha, Kings of Leon et Phoenix. Pour son premier album, Chinouriri s'inspire de l'esthétique sonore et visuelle de la culture Britpop des années 2000 et des icônes de son enfance.

## Vie personnelle
En mars 2024, Chinouriri est l'une des artistes ayant décidé de boycotter le festival de musique South by Southwest à Austin, au Texas, en raison de l'accord de parrainage de l'événement avec l'armée américaine et les principaux entrepreneurs de la défense, et en signe de protestation contre la guerre à Gaza,. Dans une déclaration sur les réseaux sociaux, Chinouriri explique sa décision en déclarant que le sujet de la guerre est « extrêmement déclencheur » pour elle, car ses deux parents ont servi comme enfants soldats au Zimbabwe avant d'émigrer au Royaume-Uni ; elle encourage également ses fans à « soutenir les victimes de la guerre à quelque titre que ce soit ».

## Discographie

### Albums studio
| Titre                                  | Détails                                                                                               | Meilleure position |
| Titre                                  | Détails                                                                                               | UK                 |
| -------------------------------------- | --- | ------------------ |
| What a Devastating Turn of Events (en) | - Sortie : 3 mai 2024 - Étiquette : Parlophone - Format : CD, LP, téléchargement numérique, streaming | 17                 |

### Mini-albums
| Titre           | Détails                                                                                          |
| --------------- | ------------------------------------------------------------------------------------------------ |
| Four° in Winter | - Sortie : 23 avril 2021 - Étiquette : Parlophone - Format : Téléchargement numérique, streaming |

### EPs prolongées
| Titre              | Détails                                                                                         |
| ------------------ | ----------------------------------------------------------------------------------------------- |
| Mama's Boy         | - Sortie : 21 août 2019 - Étiquette : Marathon - Format : Téléchargement numérique, streaming   |
| Better Off Without | - Sortie : 20 mai 2022 - Étiquette : Parlophone - Format : Téléchargement numérique, streaming  |
| Live at KOKO       | - Sortie : 23 août 2024 - Étiquette : Parlophone - Format : Téléchargement numérique, streaming |
| Little House       | - Sortie : 4 avril 2025 - Étiquette : Parlophone - Format : Téléchargement numérique, streaming |

### Singles

#### En tant qu'artiste principale
| Titre                                                              | Année | Meilleure place | Album                             |
| Titre                                                              | Année | UK              | Album                             |
| ------------------------------------------------------------------ | ----- | --------------- | --------------------------------- |
| What Have I Ever Done                                              | 2018  | —               |                                   |
| So My Darling                                                      | 2018  | —               | What a Devastating Turn of Events |
| Adrenaline                                                         | 2019  | —               | Mama's Boy                        |
| Mama's Boy                                                         | 2019  | —               | Mama's Boy                        |
| Where Do I Go?                                                     | 2019  | —               |                                   |
| Beautiful Disaster (with Sam Dotia)                                | 2020  | —               | Four° in Winter                   |
| Give Me a Reason                                                   | 2020  | —               | Four° in Winter                   |
| What the World Needs Now                                           | 2020  | —               |                                   |
| Darker Place                                                       | 2021  | —               | Four° in Winter                   |
| Through the Eye                                                    | 2021  | —               | Four° in Winter                   |
| November (featuring Hak Baker)                                     | 2021  | —               |                                   |
| If Only                                                            | 2021  | —               | Four° in Winter                   |
| All I Ever Asked                                                   | 2022  | 46              | Better Off Without                |
| Thank You for Nothing                                              | 2022  | —               | Better Off Without                |
| Smithereens (with Boyish)                                          | 2022  | —               |                                   |
| I'm Not Perfect (But I'm Trying)                                   | 2022  | —               |                                   |
| Maybe I'm Lonely                                                   | 2023  | —               |                                   |
| Ribs                                                               | 2023  | —               |                                   |
| The Hills                                                          | 2023  | —               | What a Devastating Turn of Events |
| Never Need Me                                                      | 2024  | —               | What a Devastating Turn of Events |
| What a Devastating Turn of Events                                  | 2024  | —               | What a Devastating Turn of Events |
| It Is What It Is                                                   | 2024  | —               | What a Devastating Turn of Events |
| Even (with Cat Burns)                                              | 2024  | —               |                                   |
| Can We Talk About Isaac?                                           | 2025  | —               | Little House                      |
| "—" note des enregistrements qui ne sont pas entré dans les charts |       |                 |                                   |

## Visites
En tête d'affiche
- What a Devastating Turn of Events Tour (2024)[47]
- All I Ever Asked for Was a North American Tour (2025)[48]

En tant que première partie
- Short n' Sweet Tour (2025)[49]